# Denis Gankin
Denis Pavlovitj Gankin (kazakiska: Денис Павлович Ганькин), född 13 december 1989, är en kazakisk bågskytt. Han deltog vid olympiska sommarspelen 2012 och 2020.